# Edi Mall
Edi Mall (* 16. März 1924 in St. Anton am Arlberg; † 4. September 2014 ebenda) war ein österreichischer Skirennläufer.

## Biographie
Mall erlernt das Skifahren in seinem Geburtsort St. Anton am Arlberg bereits im Kleinkindalter. Sein Onkel war der Skipionier Hannes Schneider. 1947 wurde Mall Österreichischer Meister in der Abfahrt und in der Alpinen Kombination, hinzu kam noch eine Bronzemedaille im Slalom. Im darauffolgenden Jahr war er Teil der österreichischen Mannschaft bei den Olympischen Winterspielen in St. Moritz. Als Vierter verpasste in der Alpinen Kombination nur knapp eine Medaille. Im selben Jahr siegte er bei einer Abfahrt bei den Hahnenkammrennen. 
1950 nahm Mall erneut an einem internationalen Großereignis, den Weltmeisterschaften in Aspen, teil. Dort erreichte er als bestes Ergebnis den 7. Rang in der Abfahrt.
Nach dem Ende seiner aktiven Karriere betrieb Mall ein Hotel in seinem Heimatort.

## Erfolge

### Olympische Winterspiele
- St. Moritz 1948: 4. Alpine Kombination, 11. Slalom, 19. Abfahrt

### Weltmeisterschaften
- St. Moritz 1948: 4. Alpine Kombination, 11. Slalom, 19. Abfahrt
- Aspen 1950: 7. Abfahrt, 23. Slalom[4], 26. Riesenslalom[5]

### Weitere Erfolge
- Sieger beim Hahnenkammrennen (1948)
- Österreichischer Meister in der Abfahrt (1947)
- Österreichischer Meister in der Alpinen Kombination (1947)
- Österreichischer Vizemeister in der Abfahrt (1948)
- Bronze bei den österreichischen Meisterschaften im Slalom (1947)